# Minister von Hammerstein
Der Minister von Hammerstein, auch Hammerstein, ist eine Sorte des Kulturapfels. Dieser wurde 1882 aus Samen der Landsberger Renette an der damaligen Höheren Lehranstalt für Obstbau zu Geisenheim gezüchtet. 1891 gab es die ersten Früchte, welche ab 1895 im Handel erhältlich waren.
Die Sorte wurde nach dem preußischen Landwirtschaftsminister Ernst von Hammerstein-Loxten benannt.

## Fruchtmerkmale
Reifezeit Mitte Oktober, die Frucht hält bis Februar. Welkt nicht auf dem Lager.
Die mittelgroßen eher flachgebauten Äpfel haben eine glatte, mittelfeste Schale und sind gelblich grün. Weitere Kennzeichen der Schale sind ihre feinen Sprenkel, und die verwaschene Deckfarbe ist hell bräunlichorange. Die druckempfindliche Liebhabersorte neigt etwas zu Fruchtfäule, außerdem zu Kleinfrüchtigkeit bei zu reichem Behang.

## Merkmale des Baumes
Hat in der Jugend ein kräftiges Wachstum, später schwächer. Bildet eine breitkugelige Krone und ist für die Obsthecke und alle kleinen Erziehungsformen geeignet. Die Sorte ist gegen Holz- und Blütenfrost resistent, allerdings ist er anfällig gegen Schorf, Mehltau, Blutlaus und Krebs.

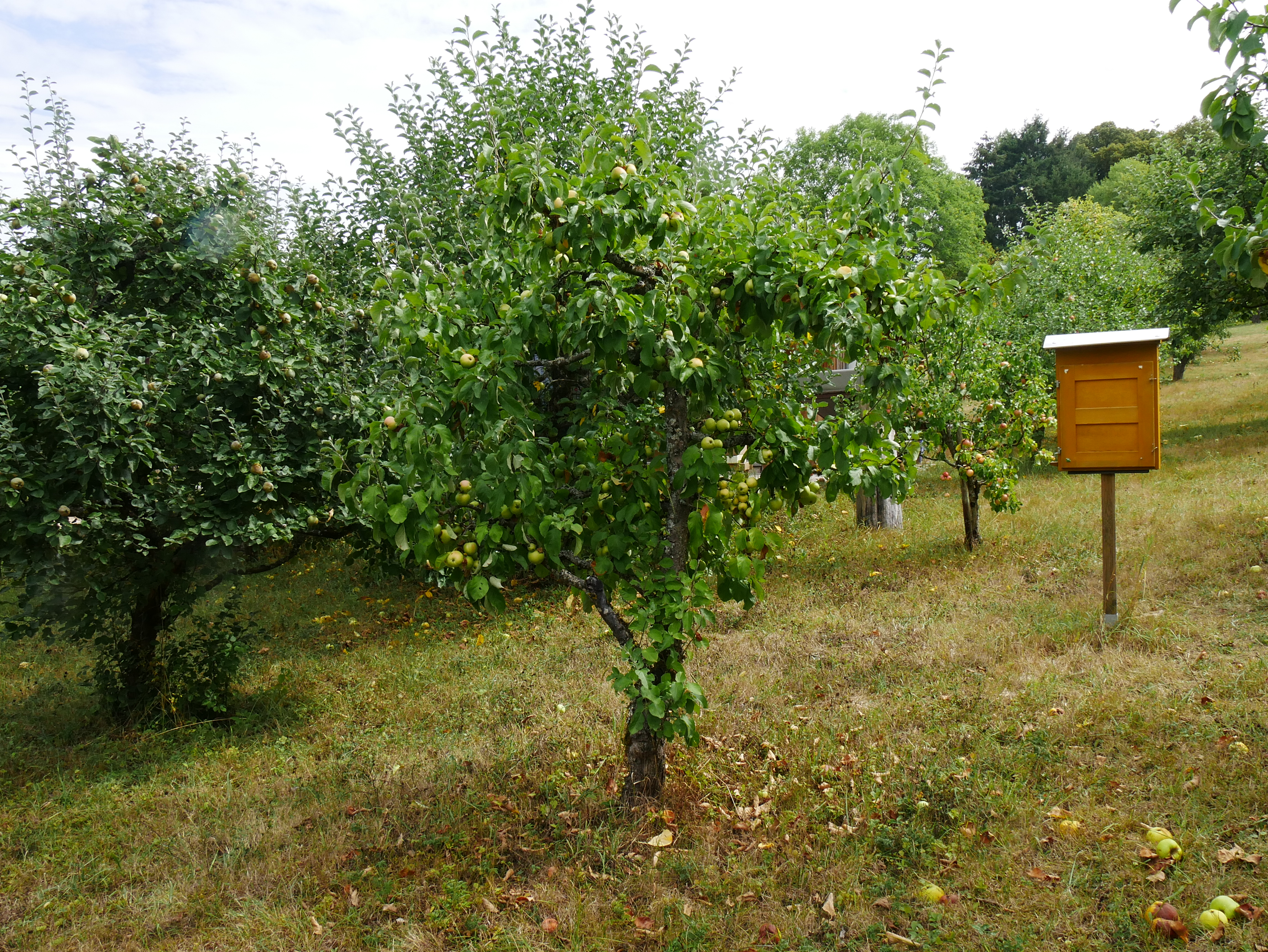
Ganzer Baum
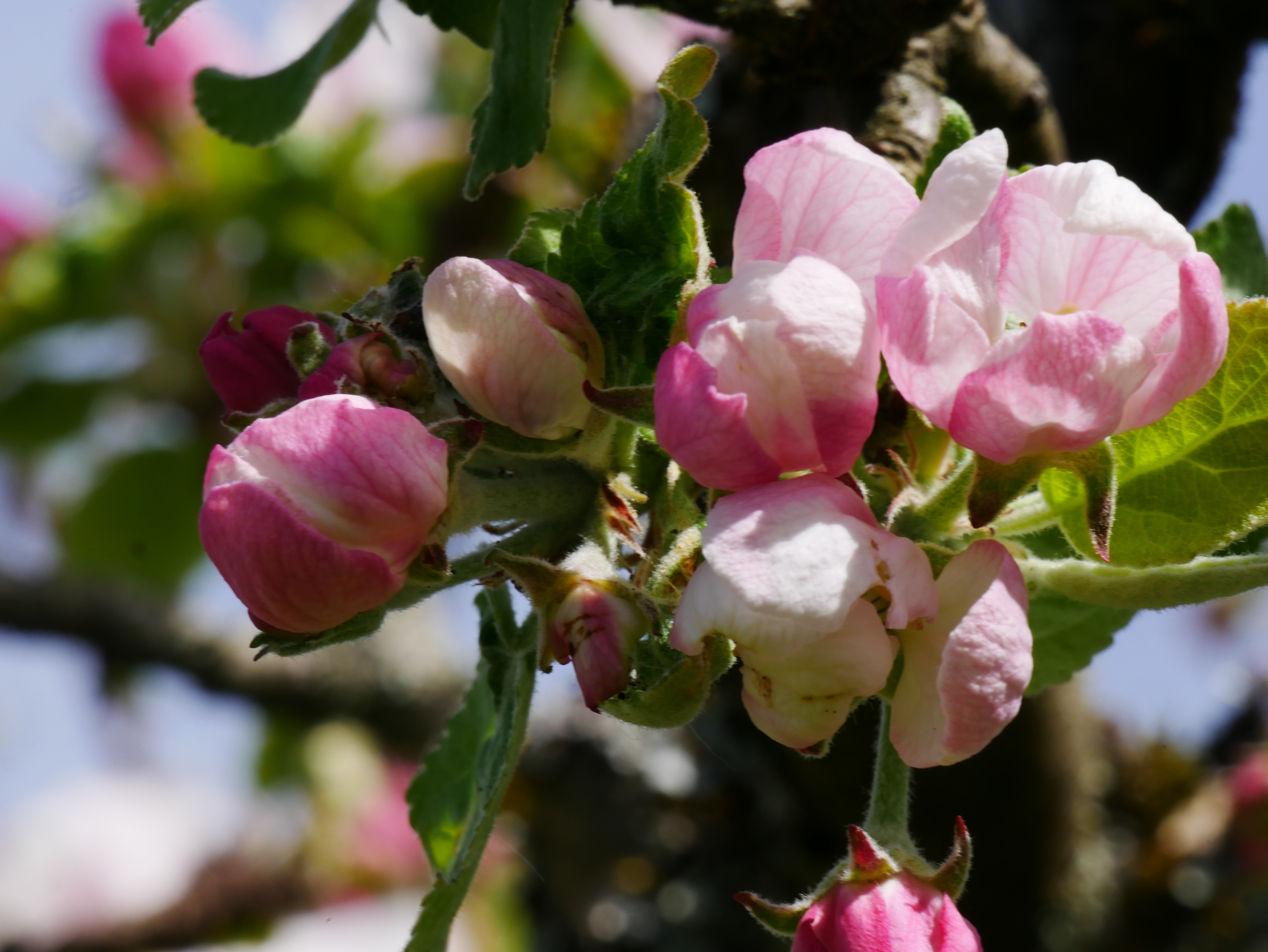
Knospen
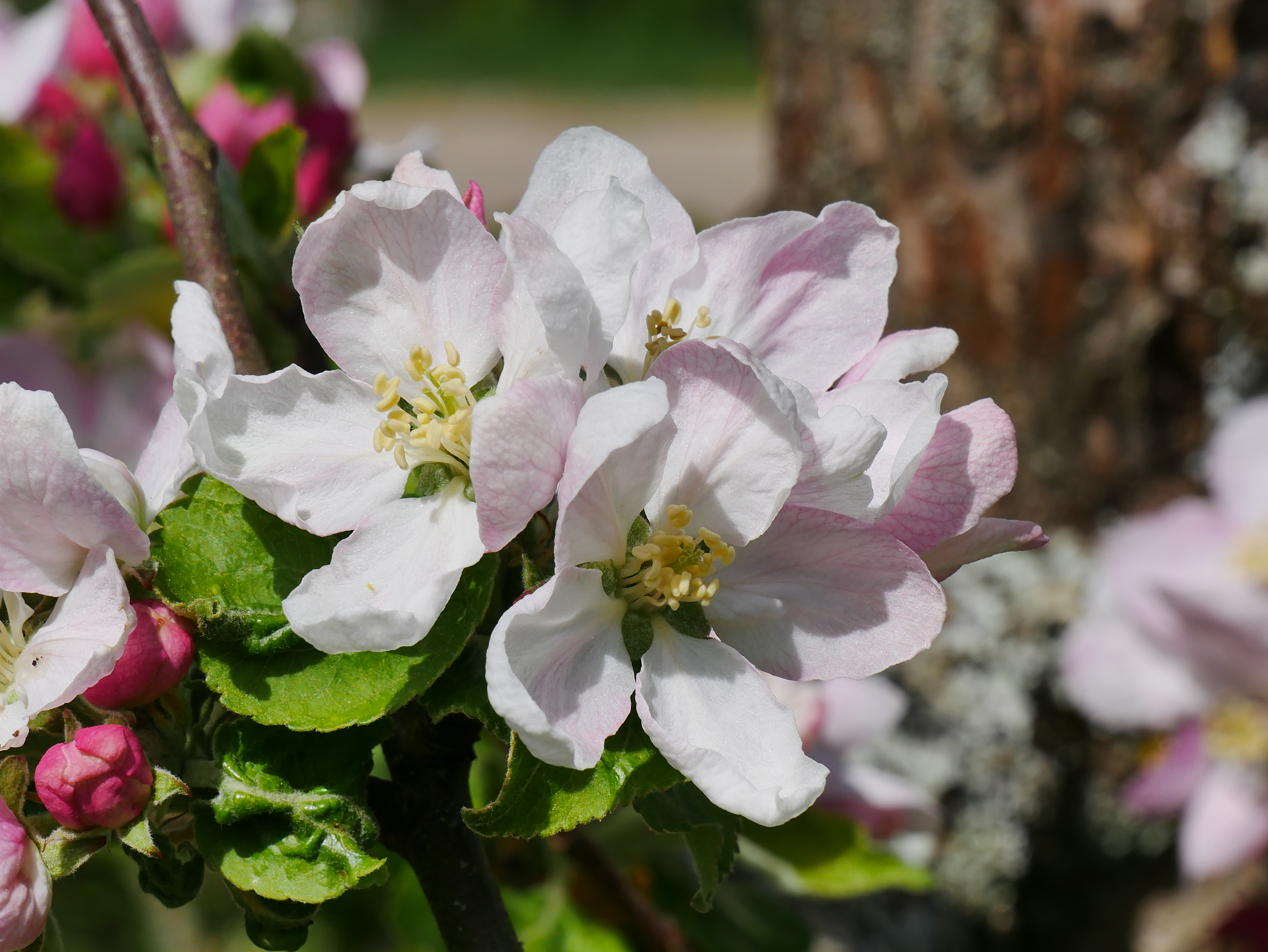
Blütenstand
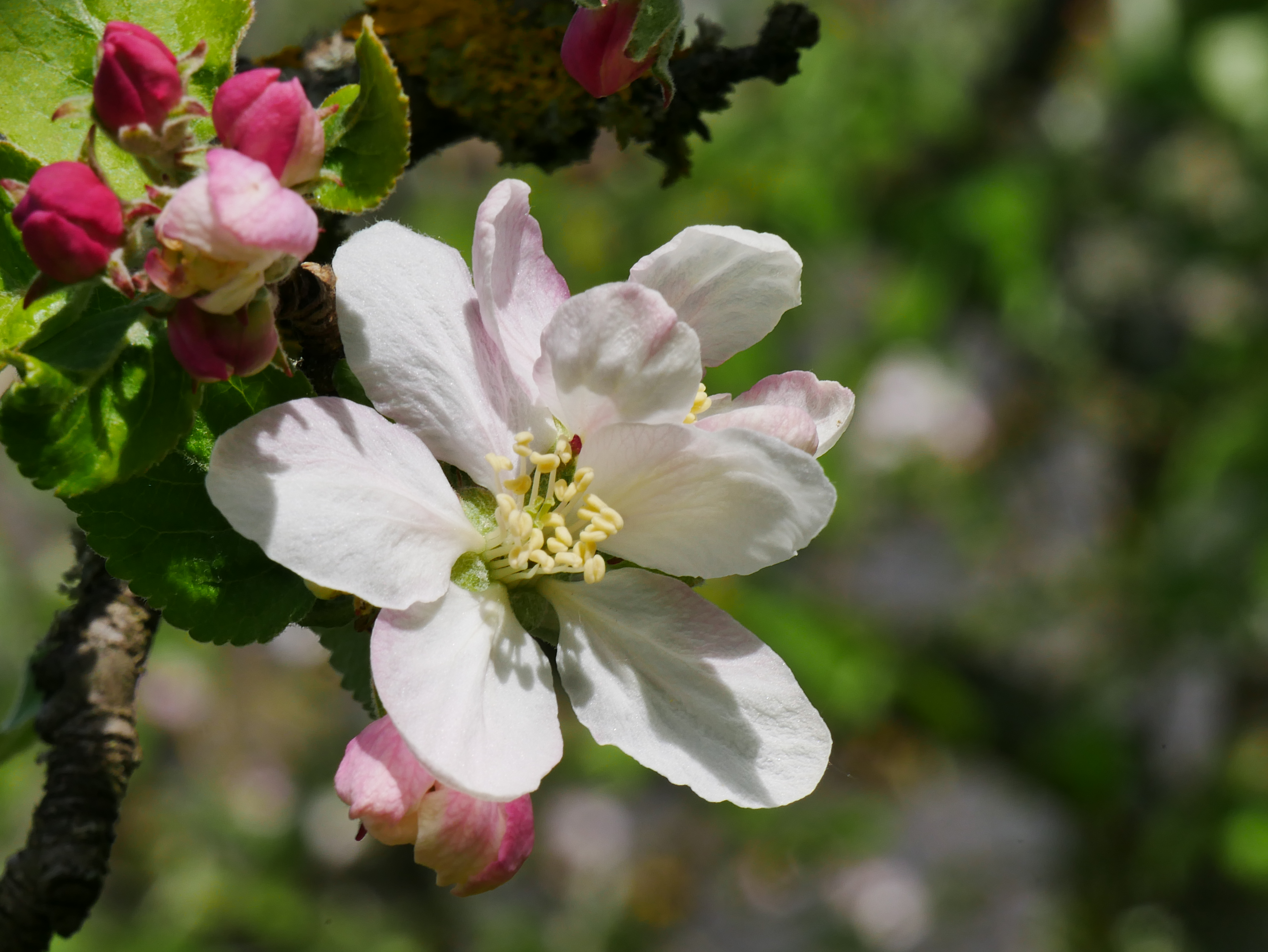
Einzelblüte
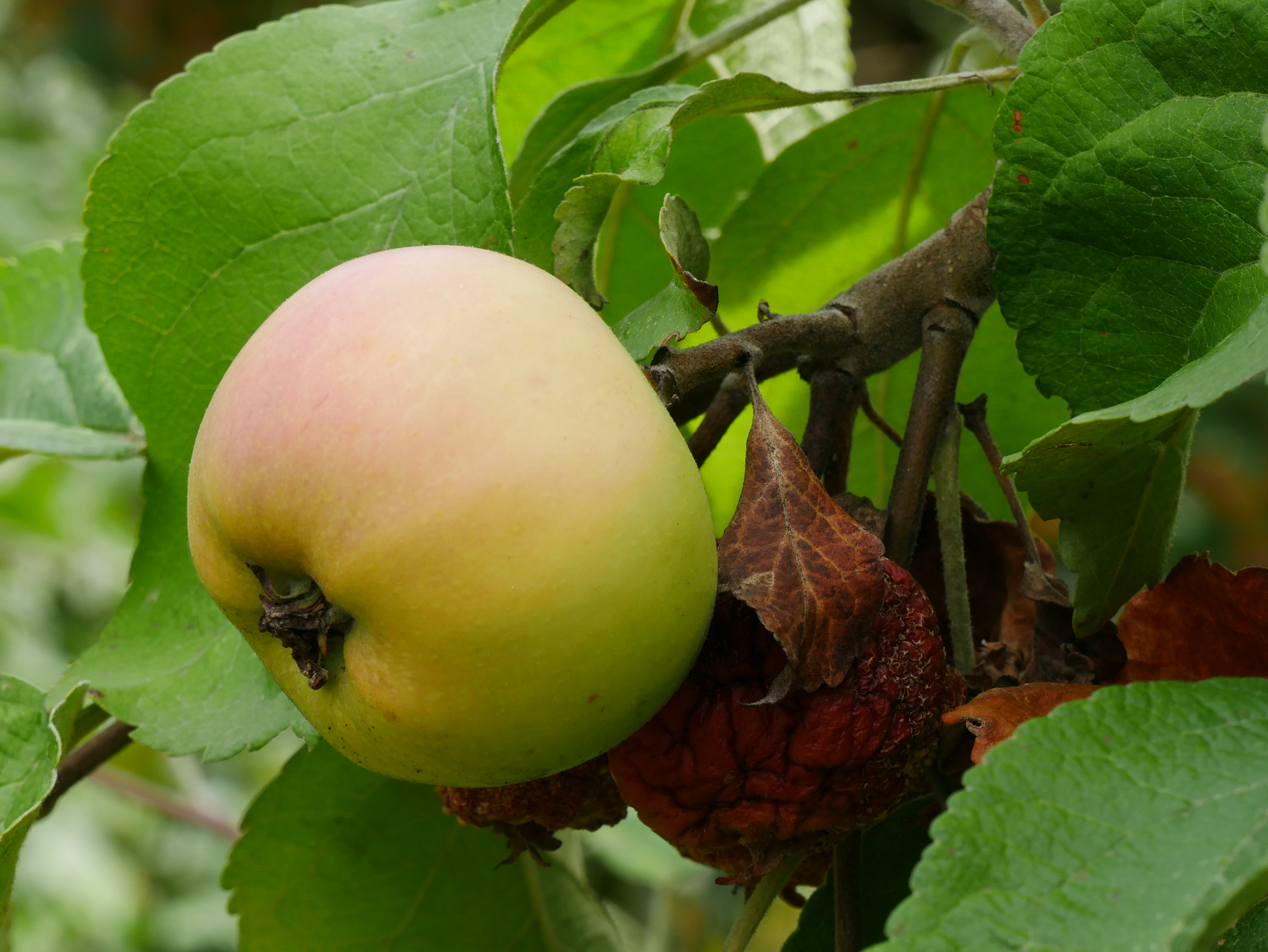
Frucht am Baum
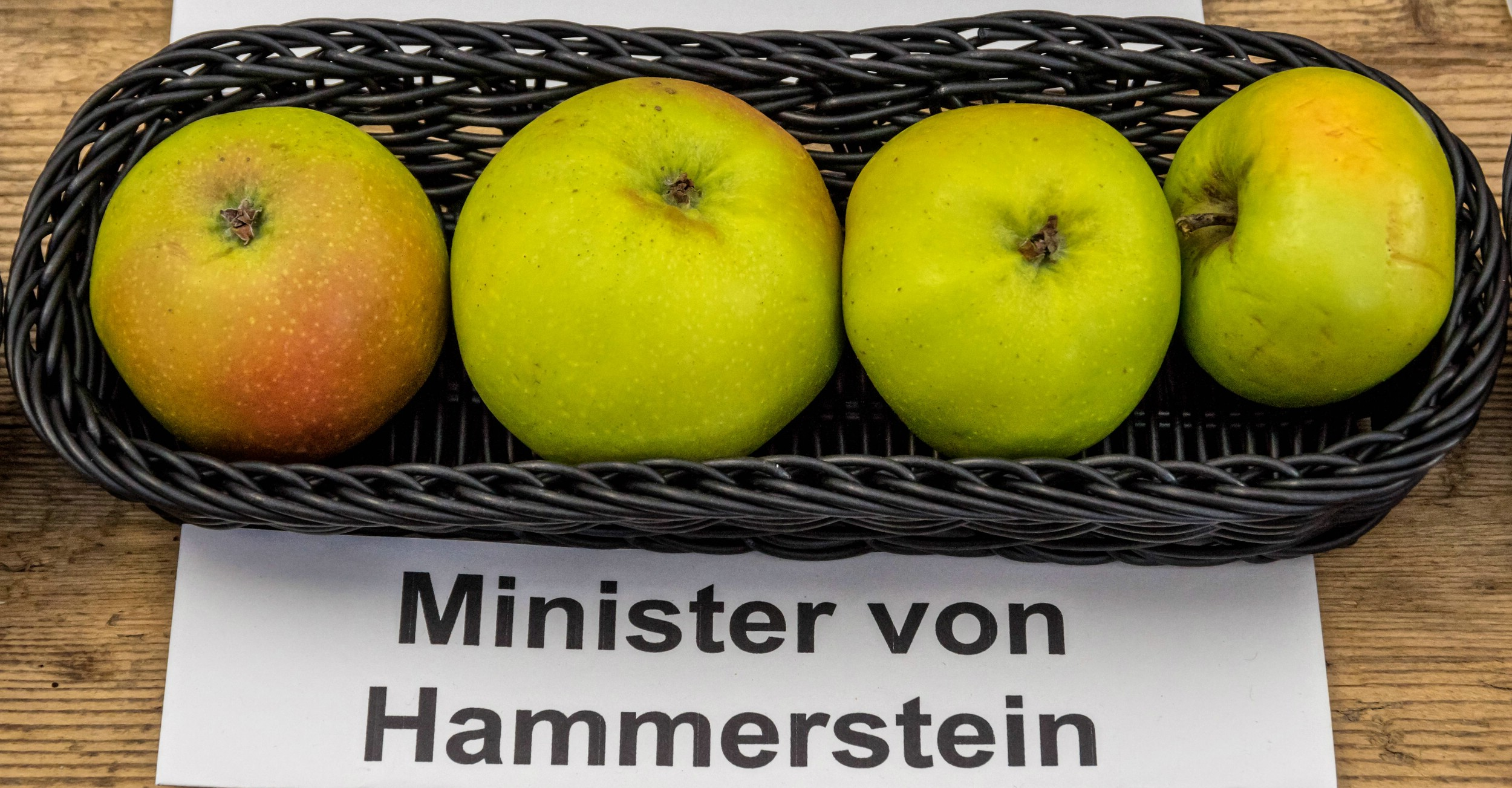
Ansicht der Frucht
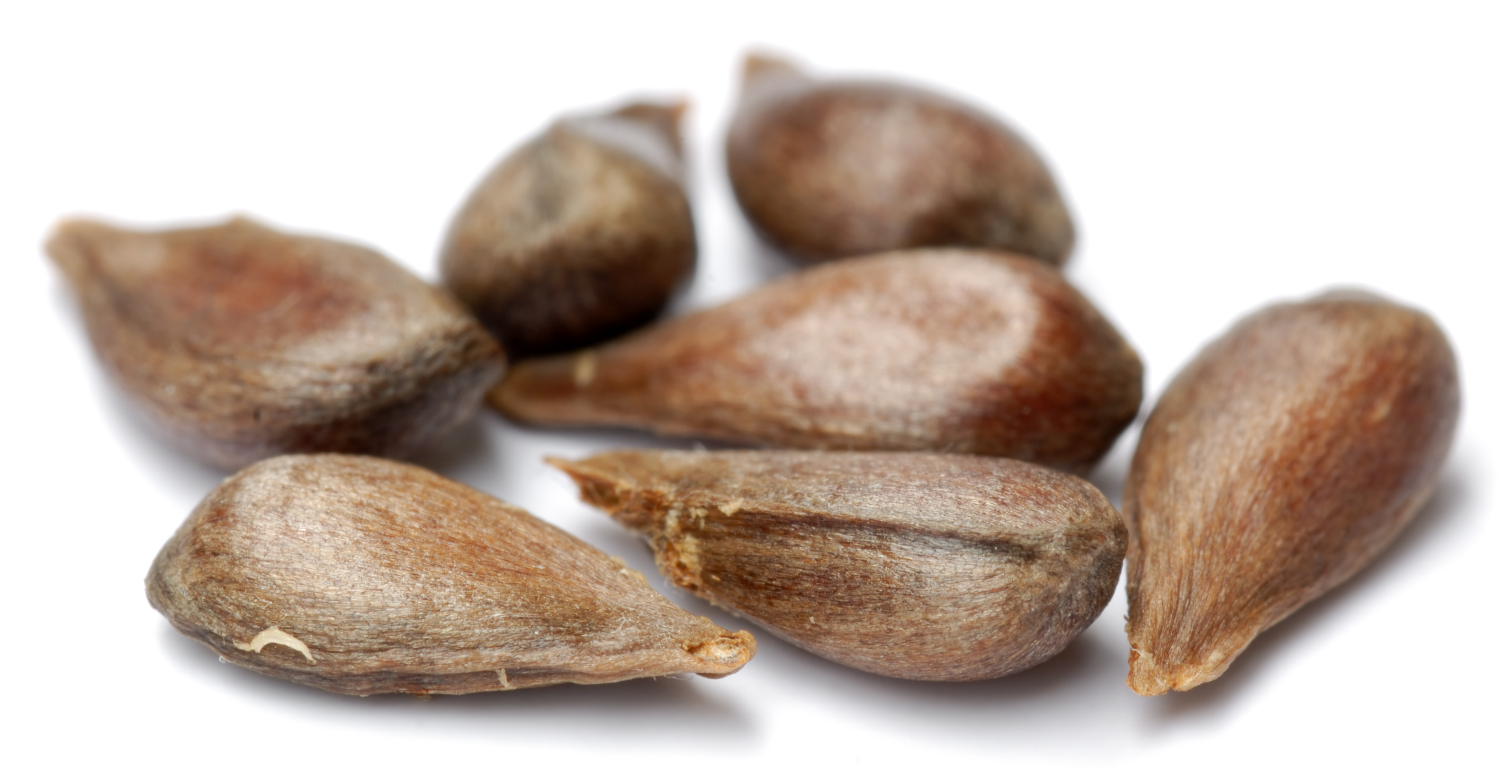
Kerndetail